# Confédération générale du travail (Belgique)
 (juillet 2018).
La Confédération générale du travail (belge), fondée le 28 janvier 1906 à Bruxelles, est une organisation syndicale de tendance syndicaliste révolutionnaire ou anarcho-syndicaliste.
Henri Fuss en est la cheville ouvrière jusqu'à sa disparition en 1908.

## Fondation
Le 16 juillet 1905, parait à Gilly (Belgique) le premier numéro du journal L’Action directe, « organe des travailleurs » puis « organe de la Confédération générale du travail » puis « organe de propagande syndicaliste révolutionnaire ». Un des fondateurs de ce bimensuel est Léopold Preumont, qui est également secrétaire de la CGT belge.
À partir de juin 1907, Henri Fuss lui succède à la tête du journal. Le journal est à la fois un outil de propagande et un centre de ralliement autour duquel se regroupent des syndicats de Charleroi et de Liège qui se réclament de l'action directe.
L'Union des mineurs révolutionnaires du bassin de Charleroi, dont le siège est à Gilly, abrite l'administration du journal.
Les 11 et 12 juin 1905 à Charleroi, un congrès syndicaliste révolutionnaire rassemble les délégués de 24 localités, principalement dans le Hainaut, mais aussi des Gantois, des Bruxellois et des Liégeois, mineurs, verriers, typographes, menuisiers, métallurgistes et peintres. Il ne s'agit bien souvent que de petits groupes, mais à Liège, les syndicalistes révolutionnaires sont relativement forts, ils forment une Fédération neutre du travail, qui s'appuie principalement sur la Fédération des mineurs révolutionnaires du bassin de Liège. De même à Charleroi, l'Union des mineurs révolutionnaires du Bassin, fondée en janvier 1904 par une quinzaine d'anarchistes, fournit, avec ses 500 membres, un appui solide au mouvement.
Le congrès de Charleroi décide le principe de la création d'une Confédération générale du travail,. Un comité provisoire est nommé, avec pour secrétaire, Léopold Preumont, le secrétaire de l'Union des mineurs révolutionnaires du bassin de Charleroi. Suivant le modèle de la CGT française, il s’agit pour la nouvelle Confédération de réunir tous les métiers dans une seule entente de manière à créer un syndicat antipolitique capable de réaliser la grève générale révolutionnaire. Son but est la suppression du salariat. Mais à l’inverse de la France tardivement industrialisée mais où les groupements ouvriers étaient nourris d’une tradition révolutionnaire, la Belgique, et en particulier les bassins industriels wallons, ont connu la première révolution industrielle du continent mais un mouvement ouvrier qui s’organise de manière tardive. Le particularisme local et professionnel régnait et les effectifs syndicaux étaient très réduits.
Le 28 janvier 1906 à Bruxelles, se tient le congrès constitutif de la nouvelle organisation, congrès préparé par l'Union des travailleurs bruxellois fondée par Henri Fuss et à laquelle s'associent notamment Georges Thonar et Émile Chapelier.
Selon Jacques Gillen du Centre d'histoire et de sociologie des Gauches (université libre de Bruxelles) : « La CGT prit de l'extension dans les années suivantes mais son journal, L'Action directe et les syndicalistes révolutionnaires furent poursuivis par la justice à plusieurs reprises, notamment à cause de leurs positions antimilitaristes ou de leur participation aux grèves. Ces poursuites eurent pour conséquence de priver le mouvement de certains de ses militants les plus importants. Ces raisons, auxquelles s'ajoutaient un particularisme local et professionnel et l'absence de personnalités marquantes, allaient provoquer la fin de la CGT dans le courant de l'année 1907. »

## La Confédération syndicale belge
La CGT (belge) naissante s'unit aux syndicats indépendants dans un nouvel organisme, la Confédération syndicale belge. Comme l'explique Henri Fuss-Amoré, les syndicalistes révolutionnaires affirment « bien nette la nécessité d'un mouvement syndical autonome pratiquant la lutte de classe et poursuivant l'émancipation des travailleurs par les travailleurs eux-mêmes », mais ils n'avaient pas « la prétention de vouloir diriger le mouvement ouvrier ; ils ne cherchent pas à créer des syndicats anarchistes ; ils ne veulent pas diviser la classe ouvrière en groupements d'opinion divers, ils veulent l'union des travailleurs dans la lutte de classes, ils veulent simplement, mais résolument participer à celle-ci en lutteurs dévoués jusqu'au bout, propager par leur exemple l'esprit de révolte le plus audacieux et orienter ainsi les masses ouvrières par les chemins les plus directs à quoi tout homme aspire, du communisme et de l'anarchie ».

## Commentaire
Selon le sociologue Mateo Alaluf : « C’est précisément contre le « syndicalisme politique » socialiste que veulent se dresser les anarcho-syndicalistes regroupés autour du journal L’Action directe, que dirigeait Henri Fuss-Amoré, issu de la confédération des typographes et qui donna au syndicalisme révolutionnaire belge son expression idéologique. Ce journal deviendra, dès la fondation de la CGT belge, l’organe de la Confédération générale du travail. La nouvelle organisation condamne la centralisation du mouvement syndical et la création des caisses syndicales alimentées par les cotisations des travailleurs. Les caisses de chômage, soutient-elle, permettent plus facilement aux employeurs de procéder à des licenciements et l’argent de ces caisses est utilisé pour financer les élections. L’anarcho-syndicalisme ne remporte cependant guère de succès en Belgique. Ses effectifs sont très faibles, les oppositions internes fortes et ses succès très limités. Deux ans après sa création, la CGT vit déjà ses derniers moments.

## Notices
- L'Éphéméride anarchiste : L'Action directe.
- Confédération syndicale belge (en)